# 어린이날 (대한민국)

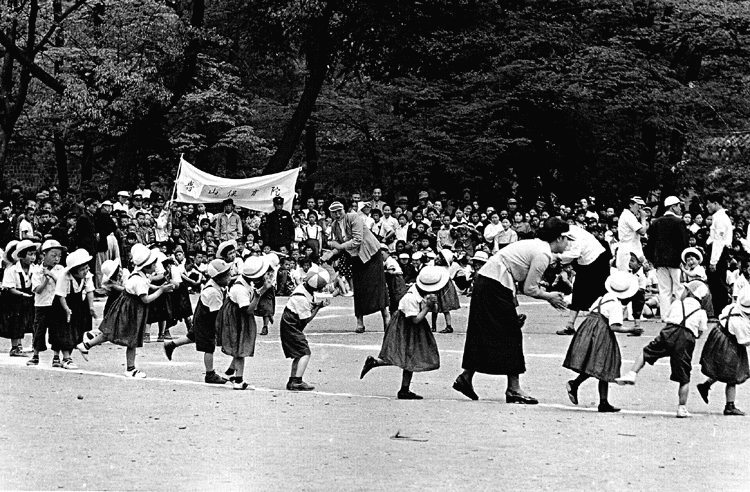
어린이날 창경궁의 모습(1954년)

대한민국의 어린이날은 어른으로부터 '아이들, 애, 애들, 계집애' 등으로 불리던 어린이의 존엄성과 지위 향상을 위하면서 어린이들이 올바르고 슬기로우며 씩씩하게 자라도록 하고 어린이에 대한 애호 사상을 앙양하기 위해 정한 날이다.

## 역사

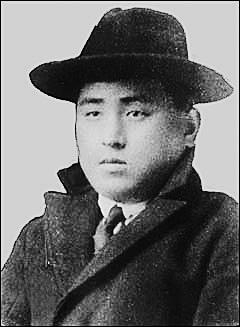
방정환

1919년 3·1 운동을 계기로 어린이들에게 민족정신을 일깨워 주고자 진주를 시작으로 각 지역에 소년회가 창설되기 시작하였다. 1921년에는 방정환, 김기전 등에 의해 천도교소년회가 조직되었고, 천도교소년회가 1922년 5월 1일 창립 1주년을 기념하여 경성 시내에서 '어린이의 날' 가두 선전을 한 것이 어린이날의 역사적 기원이다. 이듬해인 1923년 4월 17일에는 천도교소년회 주도로 조선소년군, 불교소년회 등 각 소년운동 단체들이 참여한 조선소년운동협회가 결성되었으며, 이 조선소년운동협회가 5월 1일을 '어린이날'로 공식 채택하여 매년 행사를 열기로 하였다. 1923년 5월 1일은 조선소년운동협회가 주최하여 전국적인 규모로 개최하기 시작한 제1회 어린이날이다. 한국의 어린이 인권 선언이라고 할 수 있는 '소년운동의 기초 조항'이 발표된 것도 이때다. 이날 방정환을 비롯한 일본 유학생들도 소년운동 활성화를 돕기 위하여 동경에서 색동회를 창립하였다. 5월 1일은 노동절하고 겹쳐서 일본 당국으로부터 감시와 탄압을 많이 받았다. 1927년에는 5월 첫째 일요일로 날짜를 바꾸게 되고, 이듬해인 1928년부터 5월 첫째 일요일에 행사를 진행했다.([천도교약사] 284쪽 참조) 일제의 탄압이 있던 시기인 1938년부터 중단되었다가, 1945년 광복 이후 '어린이'를 존중하는 마음을 살리기 위해 1946년 5월 5일에 다시 부활되었다. 1961년에 제정·공포된 '아동복지법'에서는 매년 5월 5일을 어린이날로 정하였다. 이후 1973년에는 기념일로 지정하였다가 1975년부터 공휴일로 지정되었다.
어린이를 옳고 아름답고 슬기로우며, 씩씩하게 자라도록 하기 위하여 매년 5월 5일을 어린이날로 한다.— 1981년에 개정된 아동복지법 조문

아동복지법 제6조(어린이날 및 어린이 주간) 어린이에 대한 사랑과 보호의 정신을 높임으로써 이들을 옳고 아름답고 슬기로우며 씩씩하게 자라나도록 하기 위하여 매년 5월 5일을 어린이날로 하며, 5월 1일부터 5월 7일까지를 어린이주간으로 한다.— 아동복지법 참조

#### 대체공휴일
2014년부터는 어린이날이 토요일이나 다른 공휴일(일요일 포함)과 겹칠 경우, 그 다음 비공휴일을 대체휴일로 하기로 의견을 모았다. 2013년 10월 29일 국무회의를 통과하여 2014년부터 대체공휴일 적용 대상이 되었고, 2018년부터 첫 적용되었다. 2016년에는 어린이날 다음 날(5월 6일)을 임시 공휴일로 지정하여 조금 더 긴 연휴를 보낼 수 있도록 보장해 주었다. 2016년 어린이날과 공휴일 사이 평일을(2016년 5월 6일) 정부에서 임시 공휴일로 지정한 것에 대한 실효성 논쟁이 있었다. 공휴일의 혜택이 대체공휴일 적용 사업장인 공공기관에서 일하는 공무원(정규직), 무기계약직, 기간제 노동자들에게 적용되지만, 민간사업장에서 일하는 노동자들은 적용을 받지 못한다는 비판이 있었다. 단, 민간사업장에서 일하는 노동자라고 해도 노동자를 대표하는 노동조합과 사용자의 합의가 있다면, 대체공휴일이 적용된다.